# Mauer des Schweigens (Negativpreis)
Die Mauer des Schweigens ist ein Negativpreis, der seit 2014 vom Forum Informationsfreiheit für „besondere Verdienste um die Verweigerung amtlicher Antworten“ verliehen wird. Der Preis nimmt Bezug auf konkrete Fälle, in denen österreichischen Bürgern individuelle Auskünfte verweigert oder Informationen von öffentlichem Interesse vorenthalten werden. Seit 2018 wird zudem der Sonderpreis „Goldener Informationsfilter“ für den „Versuch der politischen Einschränkung von staatlichen Informationen“ verliehen.

## Verfahren
Die Entscheidung über die Vergabe des Preises wird von einer Jury aus Journalisten und Bürgerrechtlern basierend auf den Nominierungen getroffen, es werden ein Hauptpreis und zwei weitere Preise verliehen.

## Preisträger
| Jahr | Preisträger | Begründung |
| ---- | --- | --- |
| 2014 | 1. Platz: Wiener Stadtschulrat; 2. Platz: Bundesministerium für Wissenschaft, Forschung und Wirtschaft und (punktegleich) Bundesministerium für Inneres                                                                                   | 1. Platz: für die verweigerte Einsichtnahme von Eltern in den Text eines Lesetestes ihrer Kinder; 2. Platz: für die verweigerte Nennung von Firmen, die von der Republik Österreich anerkannte Eurofighter-Gegengeschäfte erhielten bzw. für intransparentes Handeln im Kontext der Auftragsvergabe für den Betrieb des Schubhaftzentrums Vordernberg. |
| 2015 | 1. Platz: Innenministerium; 2. Platz: Büro der Wiener Umweltstadträtin Ulli Sima und Amt der Burgenländischen Landesregierung | 1. Platz: für die Informationspolitik zum Thema Asyl-Erstaufnahmezentrum Traiskirchen; 2. Platz: für verweigerte Auskunftserteilung zu einem von der Stadt über eine Tochterfirma betriebenen Tierheim bzw. für verweigerte Offenlegung der Kosten einer Burgenland-„Kurier“-Sonderbeilage kurz vor der Landtagswahl. |
| 2017 | SPÖ und ÖVP | für die Beibehaltung des Amtsgeheimnisses |
| 2018 | 1. Platz: Stadt Innsbruck; 2. Platz: Niederösterreichische Gemeinden; 3. Platz: Bundesministerium für Nachhaltigkeit und Tourismus; Goldener Informationsfilter: Innenminister Herbert Kickl und Mitarbeiter; Sonderpreis: Sebastian Kurz | Platz 1: für die verweigerte Veröffentlichung der Sprengelergebnisse der Bürgermeisterwahl 2018; 2. Platz: für die Androhung einer Gebühr von 8000 Euro für die Anfrage, wie vielen Menschen vor der Landtagswahl 2018 das Wahlrecht aberkannt wurde; 3. Platz: für die nicht erfolgte Veröffentlichung einer Stellungnahme zum umstrittenen Entwurf für das sogenannte „Standortentwicklungsgesetz“; Kickl: für versuchte Einschränkung der Pressefreiheit; Kurz: für die ablehnende Haltung gegenüber einem Informationsfreiheitgesetz und der Abschaffung des Amtsgeheimnisses |
| 2019 | 1. Platz: Land Niederösterreich; 2. Platz Bundesministerium für Inneres; 3. Platz: Österreichische Bundesregierung; Goldener Informationsfilter: Bundesregierung (ÖVP und FPÖ); Sonderpreis: ÖVP, SPÖ und FPÖ                             | 1. Platz: für die verweigerte Veröffentlichung des Vertrages zum umstrittenen Asylheim Drasenhofen; 2. Platz: für die Weigerung, über die Vergabe von Staatsbürgerschaften „im besonderen Interesse der Republik“ Auskunft zu geben; 3. Platz: für jene Ministerien, die Nationalratsabgeordneten falsche Informationen erteilen bzw. Auskünfte über ausgegliederte Staatsunternehmen verweigern; ÖVP/FPÖ: für die „Message Control“ während der Regierungszeit; ÖVP, SPÖ und FPÖ: für Geheimhaltung zum Thema Parteienfinanzierung                                               |
| 2020 | 1. Platz: Gesundheitsministerium und die Gesundheitsbehörden; 2. Platz: Finanz- und Infrastrukturministerium; 3. Platz: Verteidigungsministerium; Sonderpreis: Bundesregierung (ÖVP und Grüne)                                            | 1. Platz: für fehlende Transparenz bei Daten der Covid-19-Pandemie und der „Corona-Ampel“; 2. Platz: für die nicht publike 450 Millionen Euro teure Rettung der Austrian Airlines; 3. Platz: für das Geheimhalten von Informationen gegenüber dem Parlament, die Minister kurze Zeit später in Pressekonferenzen veröffentlichten; ÖVP/Grüne: für den nicht transparenten Umgang mit Corona-Hilfen und die intransparente Gestaltung der COFAG. |
| 2021 | 1. Platz: Finanzminister Gernot Blümel; 2. Platz: Oberösterreichische Landesregierung; 3. Platz: Gesundheitsministerium; Goldener Informationsfilter: Entscheidungsträger in Politik und Verwaltung                                       | 1. Platz: für verweigerte Informationsweitergabe an den Untersuchungsausschuss, die selbst nach einem Erkenntnis des Verfassungsgerichtshofs beibehalten wurde; 2. Platz: für die Geheimhaltung von PR-Aufträgen an rechtsextreme Corona-Leugner; 3. Platz: für mangelnde Transparenz bezüglich Daten zur Covid-Pandemie; Entscheidungsträger: für die Erledigung von Amtsgeschäften per SMS und Messengerdiensten und die anschließende Löschung dieser Kommunikation. |
| 2022 | 1. Platz: FPÖ-Ex-Sozialministerin Beate Hartinger-Klein und ihr Kabinett; 2. Platz: Land Tirol; 3. Platz: Wirtschaftsministerium; Goldener Informationsfilter: Wiener Bürgermeister Michael Ludwig                                        | 1. Platz: für die Nutzung des Staatsarchivs für Geheimhaltungszwecke; 2. Platz: für die Schaffung eines anonymen, intransparenten Fachkuratoriums zu Abschüssen von Wölfen, das eine kritische öffentliche Diskussion verhindert; 3. Platz: für die Nicht-Veröffentlichung der Zugriffszahlen des „Kaufhauses Österreich“ bzw. diesbezüglicher Informationen; Ludwig: für die Geheimhaltung der Vergabe von zwei 700-Millionen-Krediten an Wien Energie. |
| 2023 | 1. Platz: Stadt Wien; 2. Platz: Bürgermeister von Fraxern Steve Mayr – stellvertretend für weitere Bürgermeister; 3. Platz: Amt der Burgenländischen Landesregierung und Stadt Rust; Goldener Informationsfilter: Land Oberösterreich     | 1. Platz: für das „schikanöse“ Verhalten im Kontext einer Presseanfrage; 2. Platz: für das Geheimhalten der Verwendung von Steuergeld (für Bürgermeister-Gehälter); 3. Platz: Für die verhinderte Umsetzung eines Gemeinderatsbeschlusses, der die Veröffentlichung von Gemeinderatsprotokollen auf der Website vorschreibt; Land Oberösterreich: für die verhinderte Veröffentlichung von Gemeinderatssitzungs-Videos. |
| 2024 | 1. Platz: Gemeinde Rankweil; 2. Platz: Land Vorarlberg; 3. Platz: Stadt Wien; Goldener Informationsfilter: Nationalratspräsident Wolfgang Sobotka und sein Pressesprecher                                                                 | 1. Platz: für die Nicht-Veröffentlichung einer gemeindefinanzierten Studie und darin angesprochenen Alternativvorschlägen; 2. Platz: für die Nicht-Veröffentlichung der Standorte von Wahlplakaten; 3. Platz: für die Nicht-Veröffentlichung der Mieteinnahmen aus Parteilokalen im Gemeindebau; Sobotka: für die nicht bekanntgegebene Begründung der Absage eines schon zugesagten Interviews. |